# Nedlloyd Rotterdam (schip, 1978)
De Nedlloyd Rotterdam was een roll-on-roll-offschip dat in 1978 gebouwd werd door Verolme voor Nedlloyd. Het was uitgerust met een Sulzer 8RND90M van 26.800 pk die het schip een dienstsnelheid gaf van 19 knopen. Het was het zusterschip van de Nedlloyd Rochester, terwijl de Nedlloyd Rouen en Nedlloyd Rosario twee in Japan gebouwde roro's waren.
De roro's waren gebouwd voor de dienst tussen de Verenigde Staten en het Midden-Oosten waar toen een grote behoefte was aan zwaar materieel. Na enkele jaren nam de behoefte aan luxer rollend materiaal toe, maar uiteindelijk werd met een toenemend aantal containerterminals efficiënter om op deze dienst containerschepen in te zetten, waarop de roro's op andere diensten werden ingezet.
De Nederlandse roro's hadden onderdeks vier dekken en een lengte van 196,5 m vanwege havenrestricties in Koeweit. Deze restricties bleken minder stringent dan aanvankelijk gedacht, waarop de Japanse schepen langer werden.
In 1996 werd het schip verkocht aan OT Africa Line (OTAL) en werd het herdoopt naar Kagoro. OTAL werd in 1999 overgenomen door Bolloré, sinds 1996 het moederbedrijf van Delmas. In 2003 werd de naam Lucie Delmas tot het in 2013 gesloopt werd als Lucie in Chittagong.